# 문대
문대(文大: 미상~1231년)는 고려의 무신이다. 

## 행적
1231년(고종 18년) 낭장(郎將: 정6품 무반직)으로 서창현(瑞昌縣)에 있을 때 몽골군의 원수인 살리타이(撒禮塔) 휘하 군사와 싸우다가 포로가 되었다. 몽골군에게 끌려 철주성(鐵州城)에 이르자 성 안의 군사에게 항복을 권하라는 몽골군의 명령을 거절하고 굴하지 말고 끝까지 항전하라고 외치다가 참살되었다.

## 전기 자료
- 《고려사》 권121, 〈열전〉34, [충의], 문대

## 관련 작품

### 드라마
- 《무신》(MBC, 2012년~2012년, 배우: 전노민)